# Autobianchi

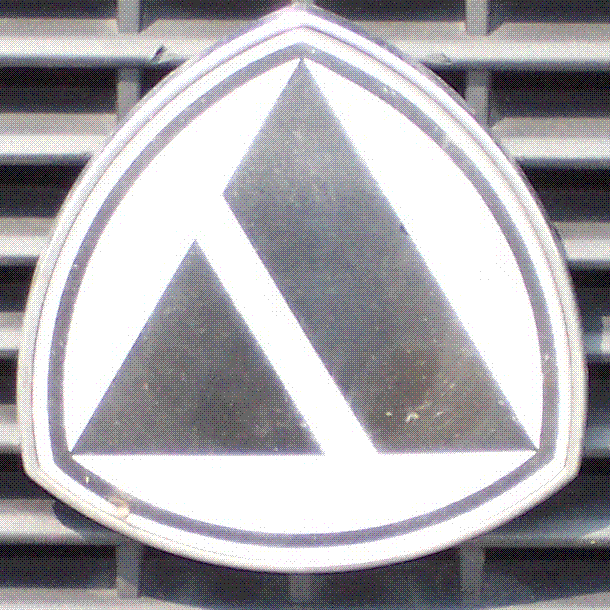
Logotipo de Autobianchi.

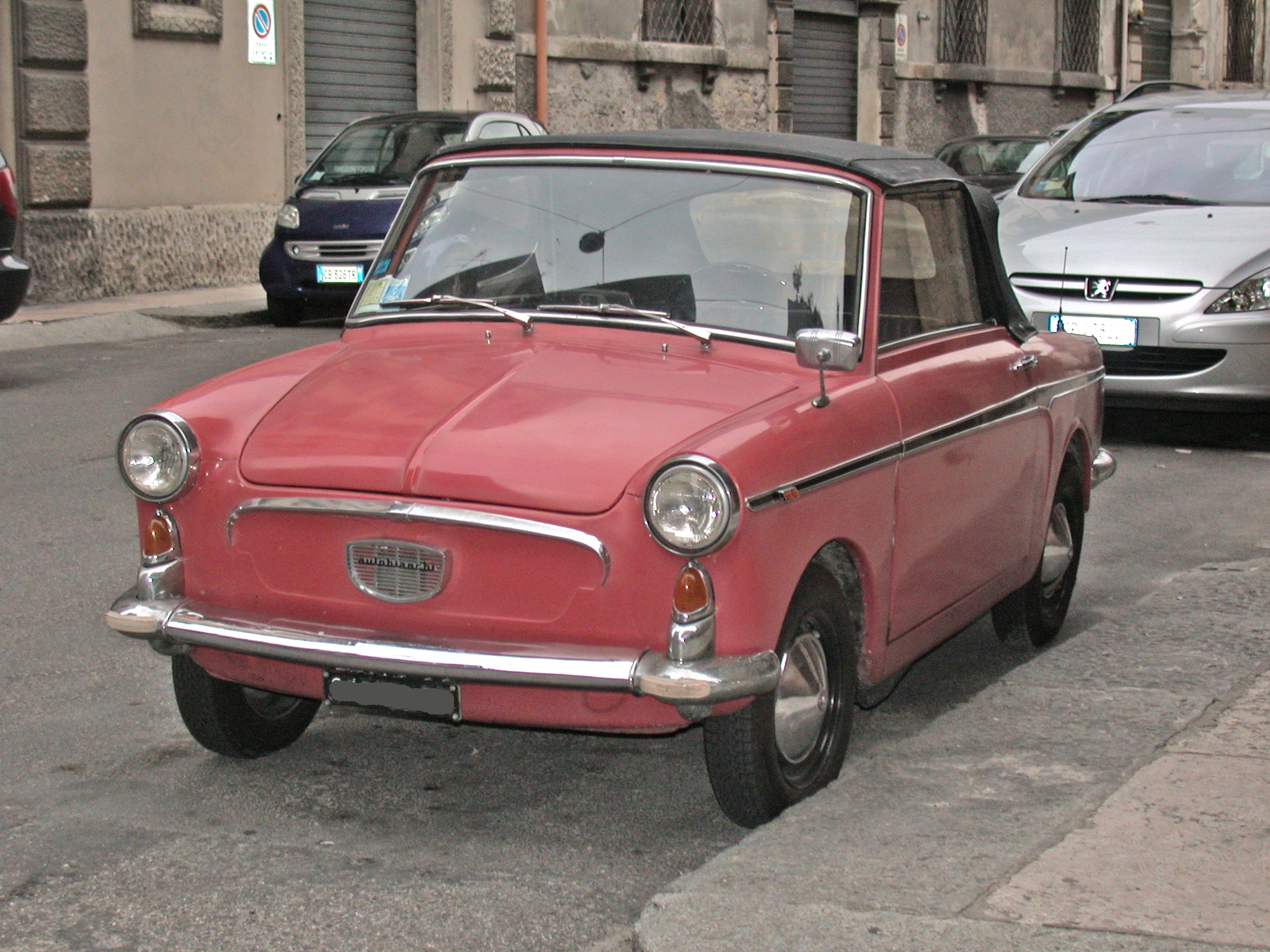
Autobianchi Bianchina.

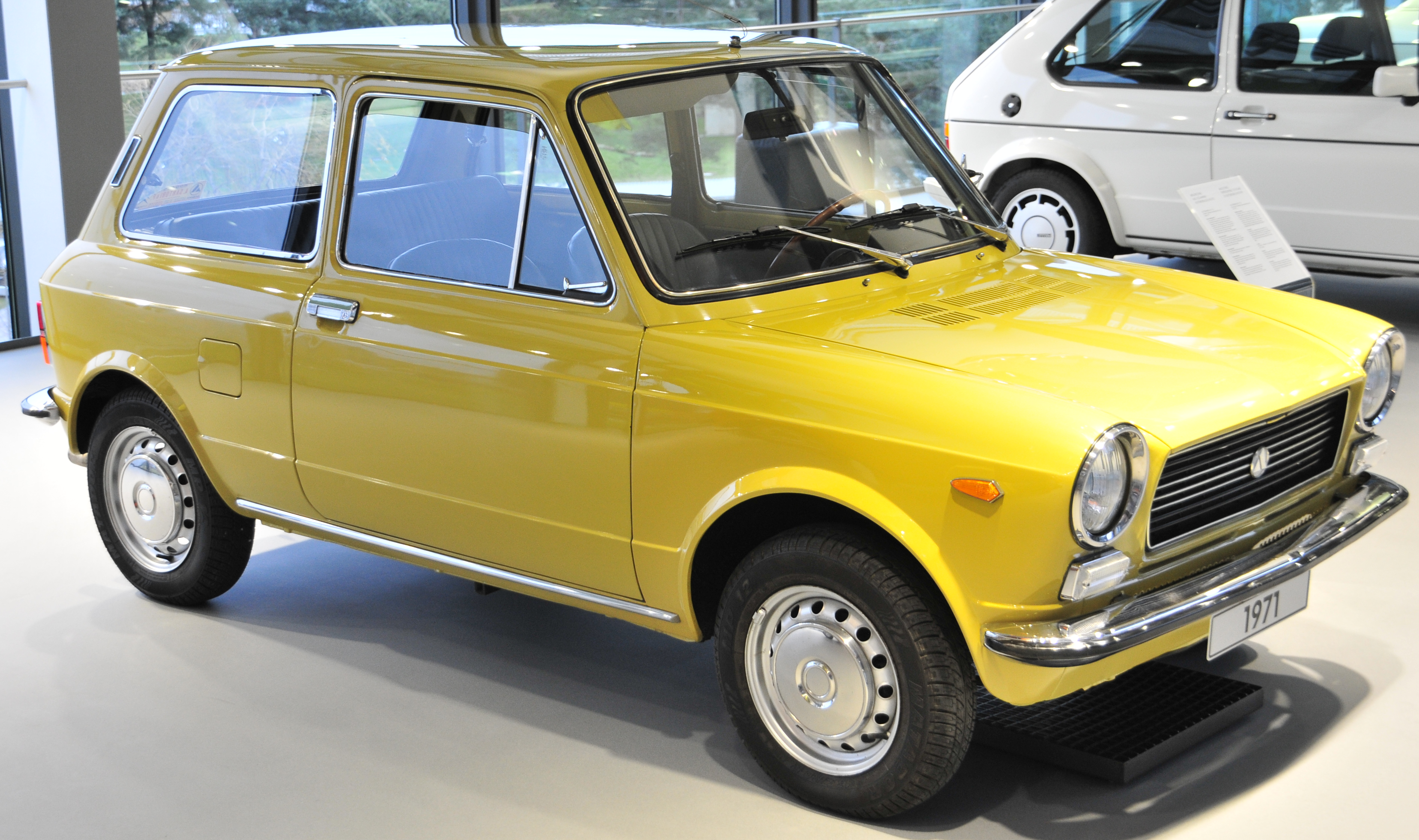
Autobianchi A112.

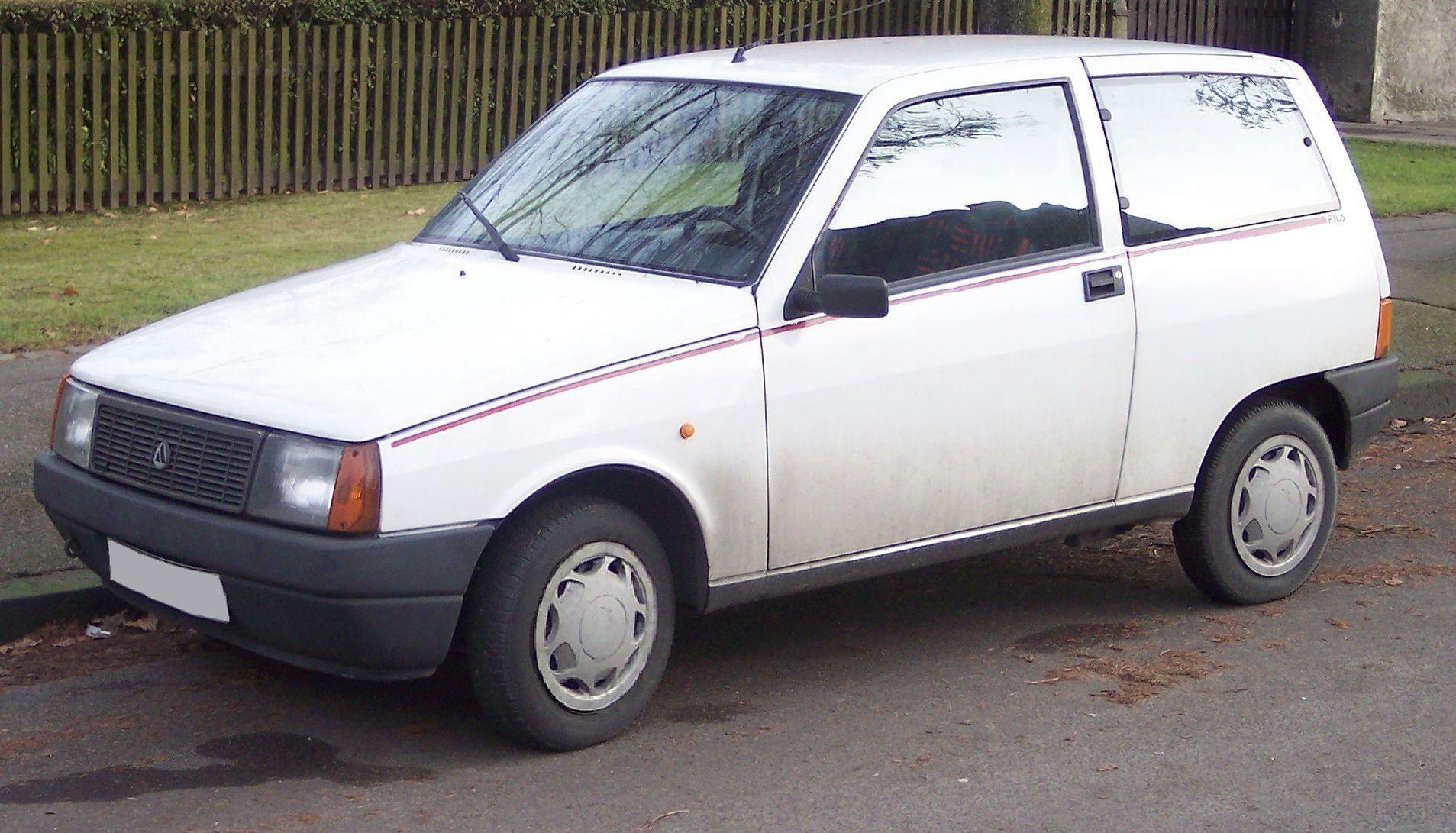
Autobianchi Y10.

Autobianchi fue un fabricante de automóviles italiano que existió entre 1955 y 1995.

## Historia
La empresa Bianchi fue fundada a finales del siglo XIX por Edoardo Bianchi. Los primeros productos fabricados fueron bicicletas, pero desde 1905 también produjo automóviles.
Después de la Segunda Guerra Mundial la empresa no pudo continuar la fabricación de automóviles por causas financieras. En 1955 Bianchi fundó junto con Fiat y Pirelli la marca Autobianchi. En 1958 Bianchi tuvo que ceder su parte de la empresa al resto de socios. El mismo año se puso a la venta el primer modelo de Autobianchi, el Bianchina, basado en el Fiat 500.
Desde 1967 Autobianchi formó parte del Grupo Fiat. Fiat usó la marca Autobianchi para probar en el mercado nuevas técnicas sin estropear el renombre de la marca Fiat. Los automóviles de Autobianchi estaban hechos más lujosos y mejor equipados que los de Fiat, ya que servían a un mercado nicho y eran por consiguiente también más caros.
En los años 1960 Autobianchi presentó el Primula y el combi Giardiniera. El Primula fue el primer coche del grupo Fiat con tracción delantera, motor transversal y portón trasero. Más tarde vendrían los Autobianchi A111 y A112, cuyos motores procedían del grupo Fiat. El A111 era similar al Fiat 124 de 4 puertas con tracción delantera. El A112 fue el modelo más afortunado de la marca y fue fabricado durante más de 16 años. Ningún otro modelo de Autobianchi igualó su popularidad. Ambos tenían el motor transversal y tracción delantera.
El A112 fue mejorado por Abarth aumentándole la potencia a 58, 69 y 70 CV. Sin embargo durante la fase de desarrollo se fabricaron prototipos del A112 con más de 100 CV, aunque estos pequeños bólidos no hubieran tenido un precio razonable, de manera que Carlo Abarth se contentó con aumentarle la potencia inicialmente a 58 CV.
Fuera de Italia el A112 fue el último modelo vendido bajo la marca Autobianchi, hasta que en 1982 se empezó a comercializar bajo la marca Lancia. Desde el punto de vista del grupo Fiat fue una decisión lógica, dado que Lancia y Autobianchi servían al mismo mercado, sólo que Lancia no tenía ningún coche pequeño. Debido a la mayor popularidad de Lancia, la marca Autobianchi fue eliminada. Los modelos sucesores fueron el Lancia Y10 (que fue comercializado en Italia durante algún tiempo como Autobianchi Y10), Lancia Y y Lancia Ypsilon.